# Miglior allenatore della Liga ACB
Il Miglior allenatore della Liga ACB è il premio conferito dalla Liga ACB al miglior allenatore della stagione regolare.

## Vincitori

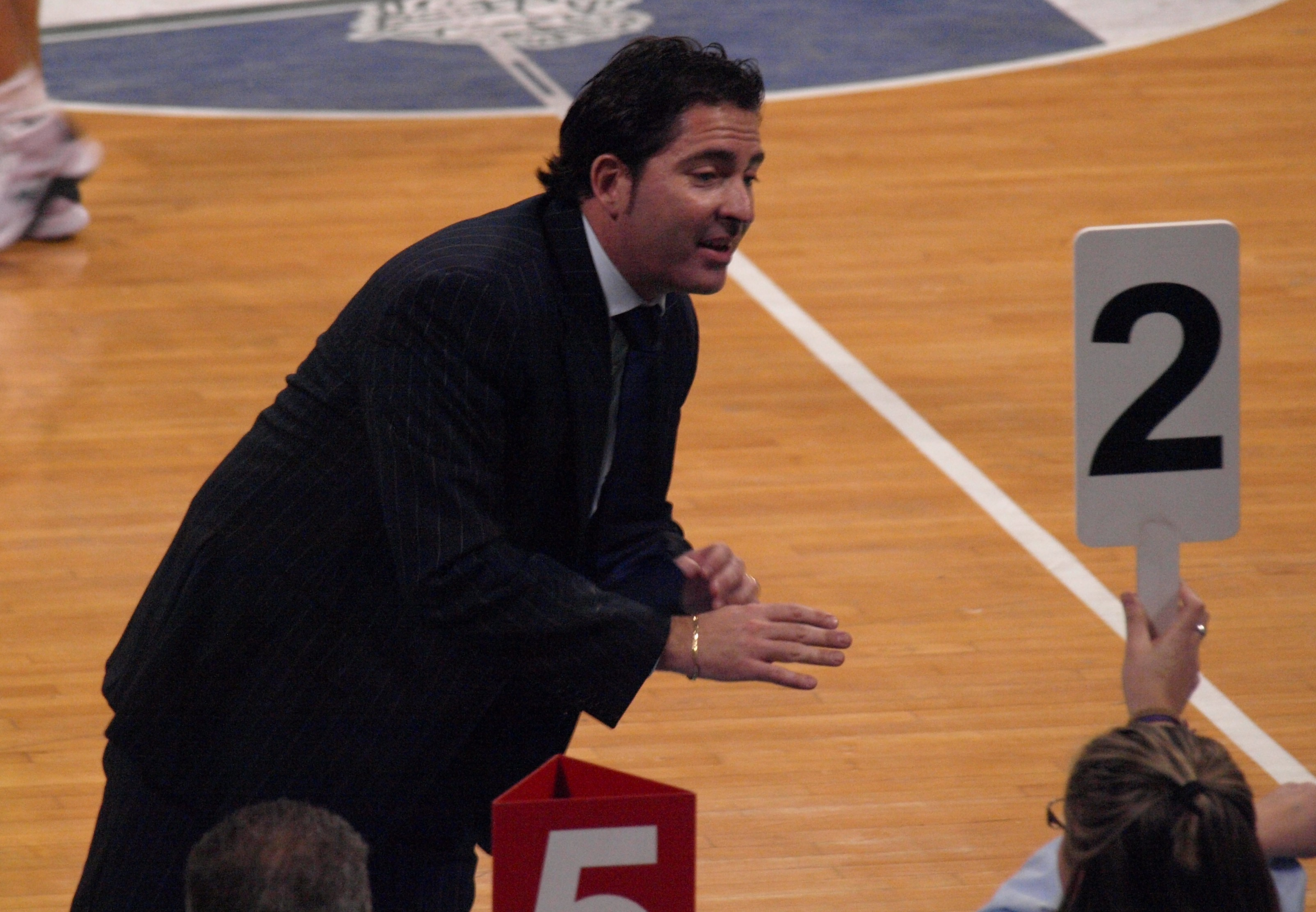
Xavier Pascual cinque volte vincitore del premio

| Stagione  | Nazionalità   | Allenatore           | Squadra            | Bilancio |
| --------- | ------------- | -------------------- | ------------------ | -------- |
| 2007-2008 | Spagna        | Joan Plaza           | Real Madrid CF     | 29-5     |
| 2008-2009 | Montenegro    | Duško Ivanović       | TAU Cerámica       | 28-4     |
| 2009-2010 | Spagna        | Xavier Pascual       | Regal FC Barcelona | 31-3     |
| 2010-2011 | Spagna        | Xavier Pascual (2)   | Regal FC Barcelona | 27-7     |
| 2011-2012 | Spagna        | Xavier Pascual (3)   | Regal FC Barcelona | 29-5     |
| 2012-2013 | Spagna        | Pablo Laso           | Real Madrid CF     | 30-4     |
| 2013-2014 | Spagna        | Pablo Laso (2)       | Real Madrid CF     | 32-2     |
| 2014-2015 | Spagna        | Pablo Laso (3)       | Real Madrid CF     | 27-7     |
| 2015-2016 | Spagna        | Xavier Pascual (4)   | FC Barcelona Lassa | 29-5     |
| 2016-2017 | Spagna        | Txus Vidorreta       | Iberostar Tenerife | 22-10    |
| 2017-2018 | Spagna        | Pablo Laso (4)       | Real Madrid CF     | 30-4     |
| 2018-2019 | Serbia        | Svetislav Pešić      | FC Barcelona Lassa | 27-7     |
| 2019-2020 | Non assegnato | Non assegnato        | Non assegnato      |          |
| 2020-2021 | Spagna        | Pablo Laso (5)       | Real Madrid CF     | 34-2     |
| 2021-2022 | Lituania      | Šarūnas Jasikevičius | FC Barcelona       | 27-7     |
| 2022-2023 | Lituania      | Šarūnas Jasikevičius | FC Barcelona       | 28-5     |